# Модификации тела
Модифика́ция те́ла — биологическое и физическое изменение человеческого тела, нарушающее сложившуюся структуру тела путём хирургической, генетической, пластической, биологической коррекции.

## Особенности
В разных странах модификации тела использовали для подчеркивания различий между людьми, обозначали статус, ранг или другое положение в обществе. Позднее модификации использовались для идентификации (например, татуировка в армии) или как украшение. В массовой культуре, например в компьютерных играх Deus Ex, Prototype, Psi-Ops: The Mindgate Conspiracy они помогают главным героям выпутываться из сложных ситуаций.

## Типы поверхностной и внутренней модификации тела
- Тоннели в мочках ушей, губах, щеках;
- Татуировки;
- Травматическая татуировка (попадание под кожу сажи или красителей в результате травм или ранений);
- Татуировка поджиганием пороха;
- Электронная татуировка (чипы, наносимые или вживляемые под кожу с целью анализа состояния организма)[1];
- Татуировка-индикатор (меняет цвет в зависимости от биохимического состояния организма)[2];
- Выдавливание рисунков на коже;
- Пирсинг;
- Перманентный макияж;
- Татуировка глазного яблока;
- Изменение цвета радужной оболочки глаза[англ.]];
- Блефаропластика;
- Микродермалы, скиндайверы;
- Имплантаты;
- Магнитные имплантаты;
- Биохакинг;
- Грайндеринг (вживление под кожу электронных устройств);
- Инъекционные имплантаты;
- Шрамирование;
- Зашивание пупка (умбиликопластика);
- Пластическая хирургия, Увеличение груди, Увеличение или уменьшение губ, Удлинение конечностей;
- Вытягивания шеи;
- Искусственная деформация черепа;
- Бинтование ног, хирургическое уменьшение стопы;
- Искусственная деформация конечностей, Искусственное искривление позвоночника;
- Сверление и резьба на ногтях, перманентный маникюр;
- Пересадка волос;
- Модификации зубов: клыки, пирсинг, затачивание, брекеты, инкрустация, сверление, чернение, выбивание, стразы, виниры, люминиры, «кошачьи зубки» йоба (искусственное искривление зубов);
- Хирургические модификации: обрезание, рассечение языка, френектомия, субинцизия, суперинцизия, суперцизия, рассечение пениса, эльфийские уши, кастрация, нуллификация (пенэктомия), удаление клитора, восстановление девственности, удаление фаланги пальца;
- Неснимаемые украшения;
- Стигматы;
- Принудительное кормление;
- Бодибилдинг.

Существуют также кратковременные типы модификации:
- Подвешивание;
- Плэй-пирсинг.
- Окрашивание кожи хной или соком Генипы Американской
- Биотатуировка сюэчин

- Татуированные лодыжки
- Ушное прокалывание и растягивание
- Наскайский изменённый череп, 200-100 вв до н.э.
- Подкожный имплантат
- Сплит языка
- Шрамирование
- Зубы с брекетами
- Мурсийская женщина, носящая губную пластину, в Эфиопии
- Падаунгская женщина с шейными кольцами

## Лица, известные благодаря модификации тела
- Рик Дженест
- Пит Бёрнс
- Элайн Дэвидсон
- Владимир Франц
- Деннис Авнер
- Джулия Гнусе
- Синди Джексон[англ.]
- Кэти Юнг
- Олив Оатман
- Том Леппард[англ.]
- Энигма
- Лаки Даймонд Рич
- Эрик Спрэг[англ.]
- Хао Лулу[англ.]
- Хайди Монтаг
- The Scary Guy[англ.]
- Джоселин Вильденштейн[англ.]

## Возможная связь с психическими расстройствами
Согласно публикациям в различных медицинских журналах, чрезмерная тяга к модификации собственного тела представляет собой одну из разновидностей патологий. В качестве примера приводятся такие известные социальные феномены как, например, тату-зависимость. Также высказываются предположения о том, что тяга к постоянной модификации собственного тела может являться следствием дисморфомании.